# Adinotherium

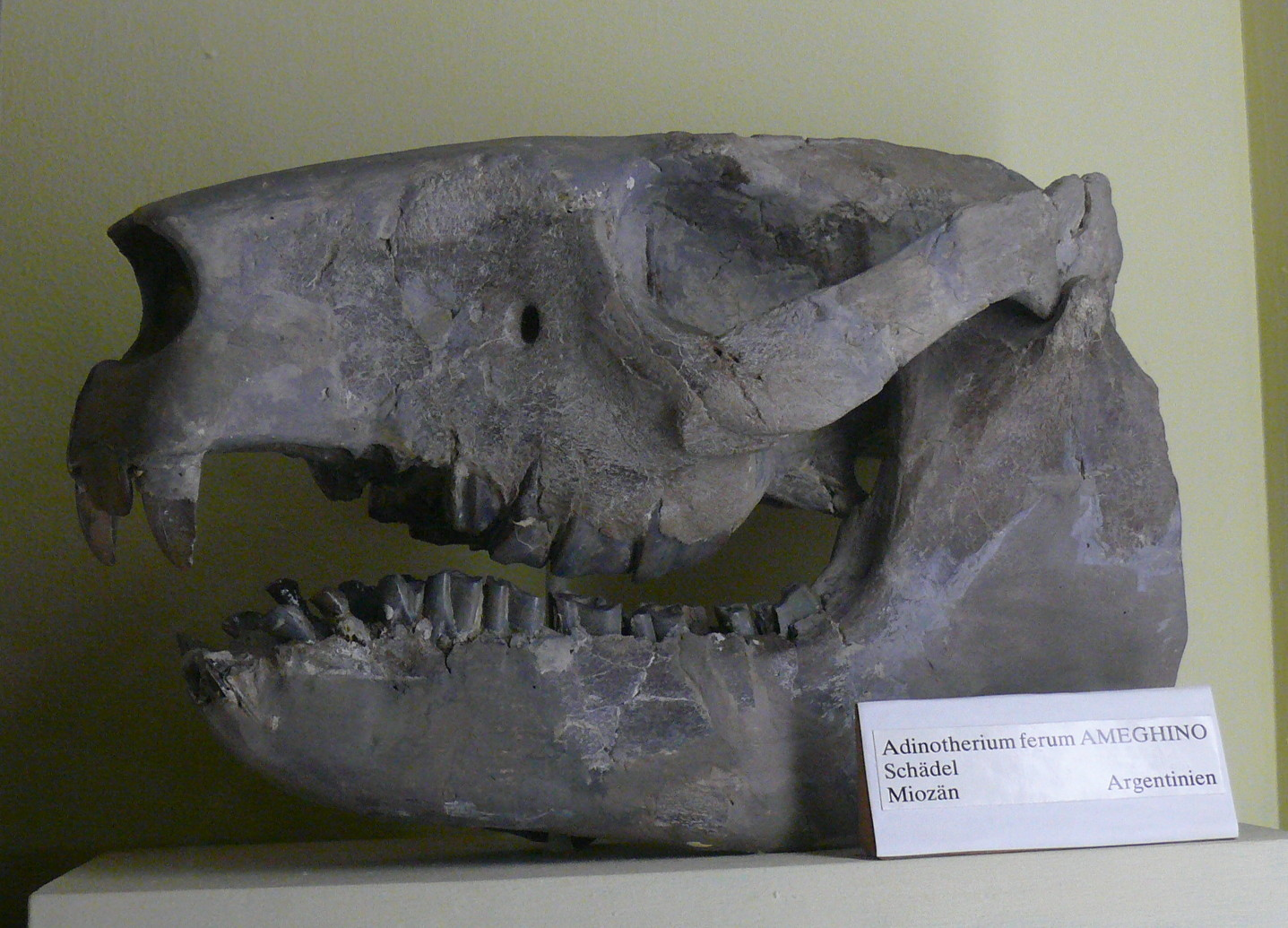
Cráneo de Adinotherium ferum

Adinotherium (gr. "bestia no terrible") es un género extinto de mamíferos notoungulados de la familia Toxodontidae, que vivió en el periodo del Mioceno en el continente sudamericano.

## Generalidades
Hubo varias especies similares, con diferencias en el tamaño y otras características y se asemejaban a una versión más pequeña de su pariente Toxodon.
Así, tenían una apariencia parecida a los actuales rinocerontes, aunque de mucha menor envergadura. Sus patas delanteras eran algo más altas que las de su primo, haciendo que la altura del hombro y de la cadera fueran iguales y facilitando la carrera. 

## Historia natural
Se trataría de animales que vivían solitarios, en pareja o en pequeños grupos familiares en el caso de las hembras y sus crías, una por parto. En algunas especies la bóveda craneana está reforzada, quizá para disminuir los efectos de impactos, durante las peleas en la época de celo.
La alimentación era puramente vegetariana, y al no ser especies de gran tamaño, podía realizarse por la noche, para evitar depredadores. Se alimentaban de hojas, ramas y brotes de plantas. Algunas especies se habrían adaptado a las llanuras y praderas, siendo más común el abrigo de las selvas y los bosques de rivera y zonas arbustivas.
Se conocen varias especies de Adinotherium, como Adinotherium ferum, etc.
La especie más común de Adinotherium  fue Adinotherium ovinum. Este animal llegaba a medir 1,50 m de longitud. Tenía un pequeño cuerno en lo alto del cráneo que podría jugar su papel en la temporada de apareamiento.
Nesodon† es un animal muy estrechamente emparentado Adinotherium y además coetáneo suyo, aunque alcanzó mayores dimensiones.